# سيرفاس (آن)
سيرفاس (بالفرنسية: Servas)‏ هي بلدية فرنسية تقع في إقليم الآن في فرنسا. رمز إنسي لها هو:1405. أما الرمز البريدي لها فهو: 1960.